# Bertem
Bertem é um município da Bélgica localizado na província Brabante Flamengo, dentro da região administrativa de Louvaina na Bélgica. Este município excedeu a marca de 10.000 habitantes em 2019. 

## Histórico
Bertem foi criado como propriedade da Abadia de Corbie (França). A aldeia ainda tem muitos 'teussers'. ou comerciantes de gado. Por isso, a identidade corporativa do município de Bertem baseia-se também no milenar "gesto de Teussers"; duas mãos realizando o gesto com que os fazendeiros firmaram um acordo.

### Segunda Guerra Mundial
O município foi ocupado pelo exército alemão em 16 de maio de 1940. ocorreu em 4 de setembro de 1944. libertação Em 5 de julho de 1944, Bertem foi atingido por um bombardeio aéreo aliado. 
Pelo menos 24 combatentes da resistência foram deportados para o Auffanglager de Breendonk.

## Geografia

### Núcleos
Além do próprio Bertem, o município resultante da fusão também conta com os submunicípios de Korbeek-Dijle e Leefdaal.

## Pontos de Interesse
- A Igreja de São Pedro, uma antiga românica igreja com uma estátua especial de Maria e um órgão Van Peteghem de 1829
- Nos submunicípios: Igreja de São Bartolomeu em Korbeek-Dijle, Igreja de São Lambertus em Leefdaal e < a i=3> Capela de Santa Verona em Leefdaal, que segundo a lenda foi construída sobre o túmulo doH. Verona, uma filha mítica deLuís, o Alemão.
- A casa paroquial, construída em estilo Luís XVI
- Castelo de Leefdaal
- O Sint-Medardushof, uma fazenda fechada dos séculos XVII-XVIII
- O Tempierenhof (também conhecido como Hof van Vroeienberg ou Sint-Verone), uma fazenda com elementos dos séculos XVII, XVIII e XIX
- Jogue na floresta em Vossenhol

## Natureza
Bertembos e Eikenbos são as maiores florestas de Bertem. O Koeheide é uma reserva natural administrada pela Natuurpunt. Uma população de hamsters ocorre no planalto argiloso de Leefdaal e em Korbeek-Dyle, no caminho da parteira.